# العراق في الألعاب البارالمبية الصيفية 2008
أرسل العراق وفداً للمشاركة في دورة الألعاب البارالمبية الصيفية 2008 في بكين. تأهل عشرون عراقيًا للمنافسة في الألعاب، في مجالات مثل رفع الأثقال، وألعاب القوى، والكرة الطائرة.

## قائمة الميداليات
وقد حصلت الدولة على ميداليتين، واحدة فضية والأخرى برونزية.
| ميدالية | اسم        | رياضة       | حدث          | تاريخ     |
| ------- | ---------- | ----------- | ------------ | --------- |
| فضية    | رسول كاظم  | رفع الأثقال | رجال -56كغ   | 11 سبتمبر |
| برونزية | ثائر العلي | رفع الأثقال | رجال -82.5كغ | 15 سبتمبر |

## رياضات

### ألعاب القوى
| رياضي            | فصل | حدث                  | تسخينات | تسخينات | نصف نهائي | نصف نهائي | نهائي    | نهائي    | نهائي |
| رياضي            | فصل | حدث                  | نتيجة   | مركز    | نتيجة     | مركز      | نتيجة    | مركز     |       |
| ---------------- | --- | -------------------- | ------- | ------- | --------- | --------- | -------- | -------- | ----- |
| علاء جاسم القيسي | T12 | 100 متر سيدات        | 13.12   | 9       | 13.03     | 9         | لم يتقدم | لم يتقدم |       |
| علاء جاسم القيسي | T12 | 200 متر سيدات        | DNS     | DNS     | لم يتقدم  | لم يتقدم  | لم يتقدم | لم يتقدم |       |
| علاء جاسم القيسي | F12 | القفز الطويل للسيدات | —       | —       | —         | —         | 5.01     | 10       |       |

### رفع الأثقال

#### رجال
| رياضي        | حدث    | نتيجة | مركز   |
| ------------ | ------ | ----- | ------ |
| ثائر العلي   | 82.5كغ | 222.5 | الثالث |
| حسن التميمي  | 60كغ   | 152.5 | 9      |
| حسين الجبوري | 52كغ   | 165.0 | 4      |
| محمد محمد    | 67.5   | 175.0 | 9      |
| رسول كاظم    | 56كغ   | 185.0 | الثاني |

#### سيدات
| رياضي     | حدث  | نتيجة | مركز |
| --------- | ---- | ----- | ---- |
| ذكرى سليم | 56كغ | 90.0  | 5    |

### كرة الطائرة
لم يحصل فريق كرة الطائرة للرجال على أي ميداليات، حيث احتل المركز السابع من بين 8 فرق.

#### اللاعبين
- سعيد المعمار
- صالح الشمري
- حسين العقبي
- ناصر العيبي
- أحمد دهاش
- مؤيد حطاب
- هادي الجبوري
- مجيد الكعبي
- مهدي خيون
- مجيد مجيد
- عبد المنعم محمد
- أحمد الويلاني